# 사티시 다완 우주 센터

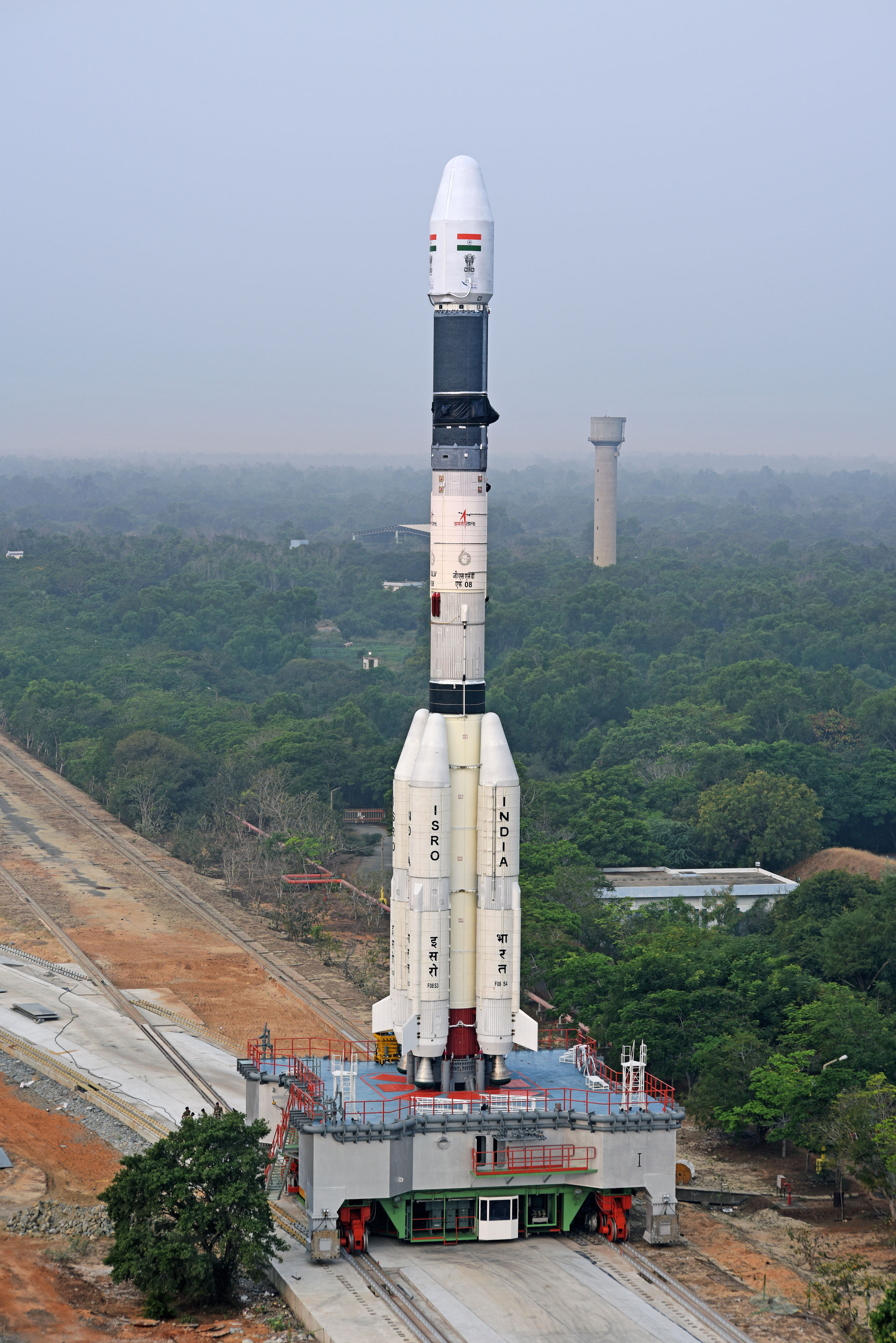

사티시 다완 우주 센터(Satish Dhawan Space Centre, SDSC)는 인도의 우주 센터이다.
인도 동부 첸나이 시로부터 북쪽으로 70Km 떨어진 안드라프라데시 주 스리하리코타 섬에 위치하고 있으며 인도우주연구기구(ISRO)의 시설이다. 스리하리코타 발사장(Sriharikota High Altitude Range, SHAR)으로도 불린다.

## 같이 보기
- PSLV
- 찬드라얀 1호
- 우리별 3호